# Madonnan med barnet och den unge Johannes Döparen
Madonnan med barnet och den unge Johannes Döparen, även känd under sitt franska namn La belle jardinière, är en oljemålning av den italienske renässanskonstnären Rafael. Den målades 1507–1508 och ingår i samlingarna på Louvren i Paris. 
Målningen skildrar Jungfru Maria, Jesusbarnet och Johannes Döparen i en harmoniskt lantlig miljö. Över deras huvuden är glorior inmålade och Johannes håller i sin hand ett kors. Madonnan med barnet var ett av renässansmåleriets vanligaste motiv och i synnerhet Rafael utförde ett stort antal sådana tavlor. Här är Jungfru Maria avbildad i mitten och Rafael har använt sig av den vanliga pyramidformen för figurkompositionen. Den målades under Rafaels florentinska period (1504–1508) då han verkade parallellt med de äldre Leonardo da Vinci och Michelangelo som han också tog intryck av (jämför Anna själv tredje och Bryggemadonnan som också tillämpar pyramidkomposition). Under hans florentinska period målade han även Madonnan med steglitsan och Madonnan på ängen. Likheterna dem emellan är ingen slump, madonnorna representerar den kvinnliga skönhetens ideal enligt Rafael. Möjligen har han även använt sig av samma modell. 
Målningen som är välvd upp till beställdes av Fabrizio Sergardi, en adelsman från Siena. Trots att Rafael inte hann slutföra målningen innan han begav sig till Rom är den signerad och daterad. Möjligen färdigställdes den av Ridolfo del Ghirlandaio. Det förvärvades av Frans I av Frankrike och är sedan dess i franska statens ägo.